# Guthrie megye
Guthrie megye az Amerikai Egyesült Államokban, azon belül Iowa államban található. Megyeszékhelye és legnagyobb városa Guthrie Center. Lakosainak száma 10 623 fő (2020. április 1.). Guthrie megye Greene, Adair, Carroll, Audubon, Cass, Dallas és Madison megyékkel határos.

## Népesség
A megye népességének változása:
| Lakosok száma | 10 943 | 10 865 | 10 782 | 10 687 | 10 676 | 10 623 |
|               | 2010   | 2011   | 2012   | 2013   | 2015   | 2020   |